# Спомен-црква Светог Јована Главосека у Крупцу (Манастир Крупац)
Спомен-црква Светог Јована Главосека у Крупцу, месту Града Пирота, је црква Манастира Крупац. Као непокретно културно добро има статус споменика културе и заштићена је од стране Републике Србије. Припада Епархији нишкој Српске православне цркве.
Црква која се налази у непосредној близини Крупца, на обронцима планине Видлич, посвећена је Усековењу главе Светог Јована Крститеља и представља спомен-цркву и костурницу у којој су сахрањени посмртни остаци погинулих српских ратника у ослободилачким ратовима 1876 -1877. и 1912 -1918. године.
У цркви је подигнута спомен-плоча:
Спомен-капела подигнута у част и славу палих жртава
за ослобођење од Турака 1876 - 1877. године и
свим борцима из парохије крупачке који положише
своје животе за ослобођење и уједињење
Срба, Хрвата и Словенаца од 1912 - 1918. године.